# Селенгинские буряты
Селенги́нские буря́ты (бур. Сэлэнгын буряадууд) — этнотерриториальная группа в составе бурятского этноса. Расселены в нижнем и среднем течении Селенги и в нижнем и среднем течении Джиды и Чикоя.

## История
Племена табангутов, атаганов, хатагинов, сартулов, цонголов и др., постоянно прибывавших в XVII—XVIII веках из этнической Монголии от Чахара и Ордоса до Джунгарии в пределы России, что было обусловлено междоусобицами между халхасцами и джунгарами, а также маньчжурскими завоеваниями. Большое количество других бурятских племён в составе этой этнотерриториальной группы объясняется тем, что здесь скопилось множество осколков племён из Прибайкалья, переселившихся на восточное побережье Байкала в середине XVII—начале XVIII веков. Также после вхождения Бурятии в состав Российской империи сюда было переселено некоторое количество бурят для несения службы в пограничном Забайкальском казачьем войске.

## Родоплеменной состав

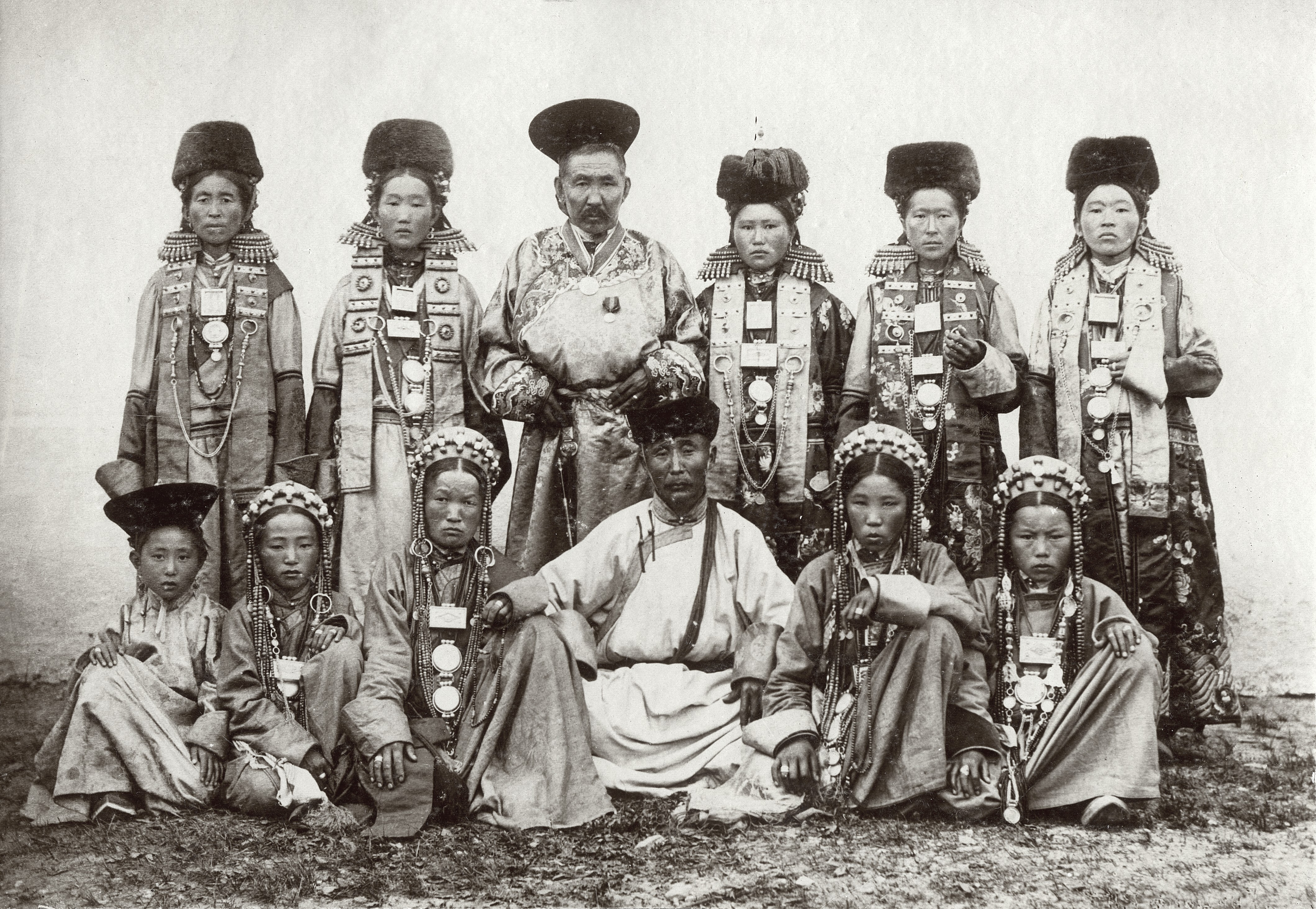
Селенгинские буряты. Фотография 2-й пол. XIX века

В состав селенгинских бурят входят такие племена и (роды), как ашибагад (ашебагад), харануд, цонгол (сонгол), атаган, хатагин, сартул, узон, хурумша (хурумчи, хурумчин), олзон, бумал, табангуд, алагуй, готол, бабай, боян, урянхай, шоно, абазай, галзуд (галцзуд), хонгодор, хасама, хамниган, бошин, шошолог, цоргил, алцутха, тэлэгун, хэнцэх, выбылк, бухари (вкл. бухарские роды соловых и рыжих жеребцов), тайши (тайчжи) (вкл. белые и черные тайшинцы), шири, байдан, чонад, боготул, солон, гозум, бэбэлэг, боленгуд, найман, цохор, батод (баатуд, баатад), хотогойд, юмшой (юншоб, юншооб), номход, илджигид, урлуд, арабтан, арбанад, харчид, шаралдай, абагануд (абгануд), шаван, джарай, дурбэд, хачинуд (хаченуд), зургин, хайтал, богол, булгад, янгуд, муруй, хангин, хогой, хухуйд (хухыд, кхухыд), джунджэн, хэнгэлдэр, хотогту, хирчид, дамарин, бани, алатай, халчин, хорчид, салджуд, хуйд (кхуйд), хулмэд, хорлид (хурлад), онход, хэрдэг (хырдык), бунгуд, хурхуд, хатнол, дзэрид-азарбатан, хариан, арбагатан, монгол, дабши, согол, борсой, бухуд, онгод, холдумуй, суламанги, бардам, аргасун, шарайд, батанай, гучид, хирид (кхирид), урлюд, абгад (авгад), сунуд, халбин, дайтхад, хойхо, арбатан, сойсун, орлод, харидол, загол, горлад, абагад-абгоцол, кирийт-кэригут (хирид-хэрэгүд), урянхай-отонхой, хотокто-юншов, батот-хатагин, солон-солонгон, чахар, хотогон, тугчин, урад, горлос (хорлос), джалаир (залаир, залайр), минган, андагай, тэмдэгтэн, табантан, табдайтан, зэльмэн-урянхай, батут-урянхай, баин-урянхай, булуудха (булуд), отог, добо, ходойтон, тимоонтон, энджэтэн, дэнжэтэн, галдантан, досоо бэе, урянх-зэмбэ, гоноонтон, хаахартан, ханхаатан, убур-кирей. В составе большого рода готол-бумал значатся следующие роды: онход, хангин, бухуд (букуд), холдомой (холдумуй), соломанхи, уута, бардам, арагусан, адушн, енгуд, муруй, хоогой (хогой) и хухыд.

## «Баруун найман» и «зургаан эсэгэ»

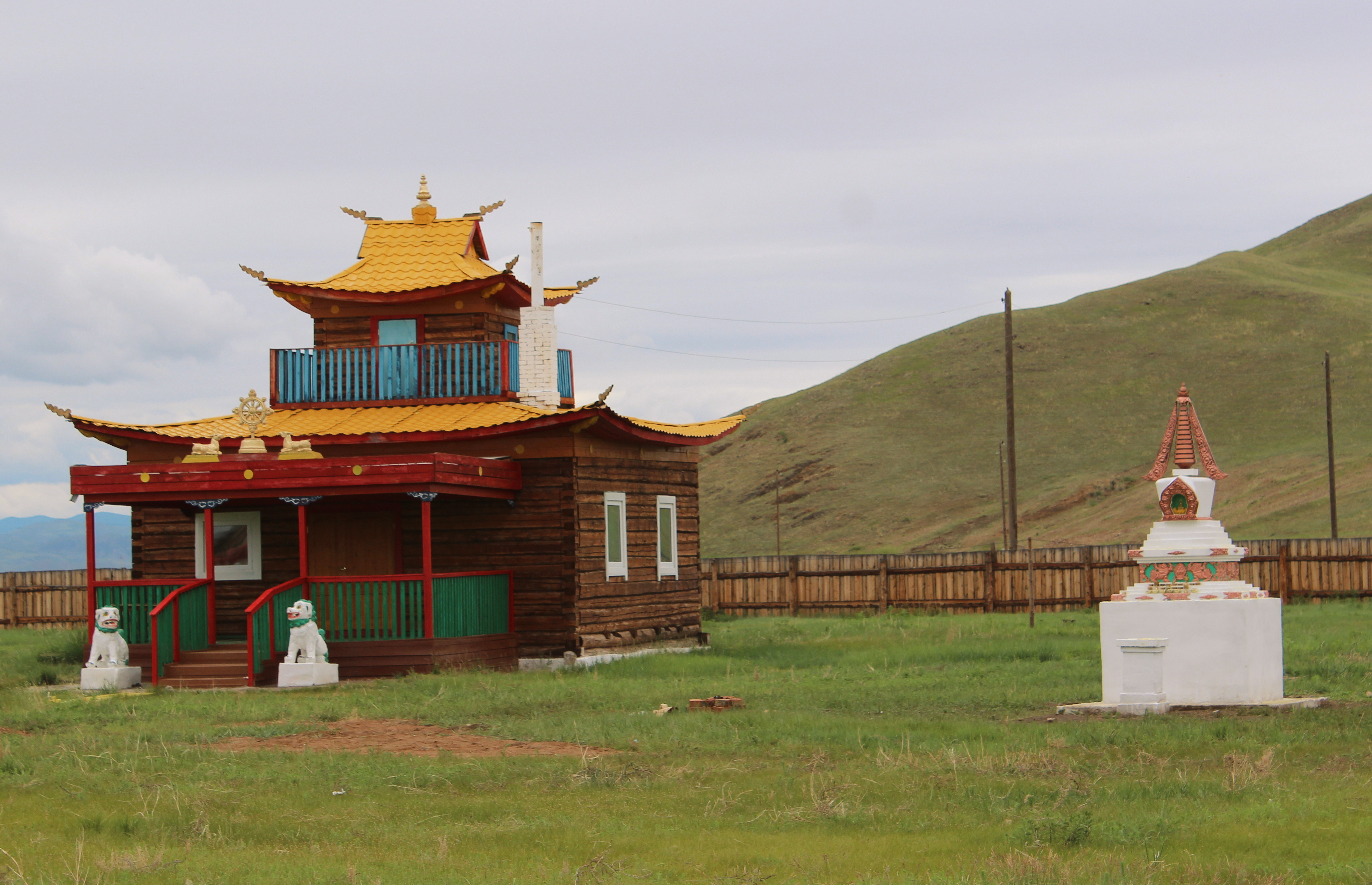
Табангут-Ичётуйский дацан

Селенгинские буряты подразделялись на два крыла: «баруун найман» (западная восьмерка) и «зургаан эсэгэ» (шесть родов). «Баруун найман» составляли цонголы, сартулы, атаганы, табангуты, узоны, хатагины, ашабагаты и подгородные (андагай). «Зургаан эсэгэ» составляли шаралдай-харанууд, бабай-хурамша, готол-бумал, шоно, олзон, алагуй.

### Селенгинские отоки
В летописи «История возникновения шести селенгинских родов» упоминаются десятки, которые были объединены в отоки-роды.
Зургаан эсэгэ. Иволгинская «десятка» бабай-хурамша, селенгинская «десятка» хурамша, жаргалантуйская «десятка» хурамша составляли Бабай-Хурамшинский оток; в первый оток Шоно (Чонорудский) эхиритского аймака входило три десятка: гильбиринская «десятка» шоно, абзайская «десятка» шоно, харганатская «десятка» шоно; второй оток Шоно включал в себя удунгинских и баянгольских эхиритов; олзоны Дээдэ (Верхнего) Оронгоя, загустайские олзоны, баяндай, хэнгэлдэр составляли Ользоновский оток; иволгинская «десятка» бумал-готолов и ангинская «десятка» бумал-готолов, оронгойские готол-буумал, загустайские готол-буумал, сутойские готол-буумал составляли Бумал-Готольский оток; алагуй-иройская «десятка», эбэр (убэр) инзагатуйская «десятка» составляли Алагуевский оток.
Харанутские отоки. Согласно Л. Л. Абаевой, оток Харанут в составе селенгинских бурят включал шесть десятков: булагат-далай-харанут, нижнеоронгойские шаралдай-харанут, загустайские харанут, иволгинские буян, жаргалантуйские абганат, тохойские буян. В книге «Родословная иволгинских бурят» в составе данного отока упоминаются семь десятков: иволгинские шаралдай-харануты, дунда (средние) харануты, загустайские харануты, доодо (нижние) оронгойские харануты, иволгинские буяны, жаргалантуйские абагануты, тохойские буяны.
Также упоминаются четыре харанутских отока: Селенгинский Харанутский оток, Селенгинский Енхорский Харанутский оток, Иройский Харанутский оток, Чикойский Харанутский оток. Селенгинский Харанутский оток состоял из поколений шаралдай, боян, абаганут, ша-ван, чжарай, дурбэт; Чикойский Харанутский оток — харанут, хасама, хонгодор, хамниган, бошин, шишелок, ашбагат, боян; Иройский Харанутский оток — далай-харанут, шаралдай, дабши.
Баруун найман. Крыло «баруун найман» составляли следующие отоки: оток ашабагатов, два атаганских отока, два отока сартулов, три отока табангутов, Подгородный оток (андагай), оток узонов, оток хатакинов, оток сонголов.

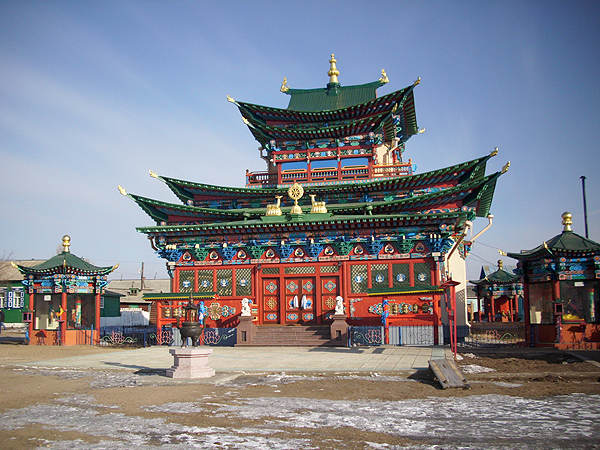
Иволгинский дацан. Дворец Хамбо-ламы Итигэлова

### Иволгинские роды
В состав иволгинских бурят входят следующие роды: эхиритские: шоно, абазай, олзон, баяндай, балтай, хэнгэлдур; булагатские: алагуй, бубай, буян, готол, хойбо, енгуд, шаралдай; также среди иволгинских бурят отмечены следующие роды: ашаабагад, абаганад, галзуд, хайтал, харануд, хурамчи, торгоуд, атаган. Род алагуй представлен подродом одой. Одой представлен ветвью борной (борнойтон обог). Род шоно представлен подродами: хамнай-шоно, согол-шоно, борсой-шоно. Согол-шоно в свою очередь представлен ветвью адаг-шоно.
Поколения иволгинских бурят. Хамнай-шоно представлен поколением дунууд, борсой-шоно — поколением буянтай. Упоминается ветвь рода харанууд — шаабан харанууд. В составе олзонов Иволгинского аймака отмечены следующие поколения: улахай, ханхай, ахурга, баянгаза, тураха, хаптагай; в составе рода хэнгэлдур: бирту; в составе рода бубай: олоhор; в составе рода буин (буян, буянгууд): аржагар, хомоhоожи; в составе рода готол: улзэй, буумал, уута; в составе рода шаралдай: хуриган, багай; в составе рода хурамчи: шаатха, сабаахи; в составе рода харануд: шархи; в составе рода хойбо: холтоши; в составе рода атаган: тубшэнтэн. Кроме этого в книге «Родословная иволгинских бурят» упоминаются ветви рода шаралдай-харанууд: холхоотон, hамагантан, петруутан; рода готол-буумал: ламатан, жабуутан, шаратан, пулуутан, улаантан-башкиртан; рода буян (буин): баалахан. В родословных оронгойских олзонов отмечены ветви: улаахан олзон, багдал, харал олзон, моной; оронгойских харанутов: далайн харанууд, хандабайн харанууд, хандабай-шаралдай харанууд.